# Кудлаївка (Кременецький район)
Кудлаї́вка — село в Україні, у Кременецькій міській громаді Кременецького району Тернопільської області. Розташоване на річці Горинка, в центрі району.

## Історія
Перша відома на сьогодні  в історичних джерелах власна невеличка дерев'яна церква-каплиця Святої Трійці зведена 1923 року (на карті з 1922 року церква в цьому селі не показана).
1 жовтня 1933 року утворено ґміну Катербурґ Кременецького повіту і село включено до неї. 
12 червня 2020 року, відповідно до розпорядження Кабінету Міністрів України № 724-р «Про визначення адміністративних центрів та затвердження територій територіальних громад Тернопільської області», увійшло до складу Кременецької міської громади.
19 липня 2020 року, в результаті адміністративно-територіальної реформи та ліквідації Кременецького (1940-2020) району, село увійшло до складу новоутвореного Кременецького району.

## Населення

### Мова
Розподіл населення за рідною мовою за даними перепису 2001 року:

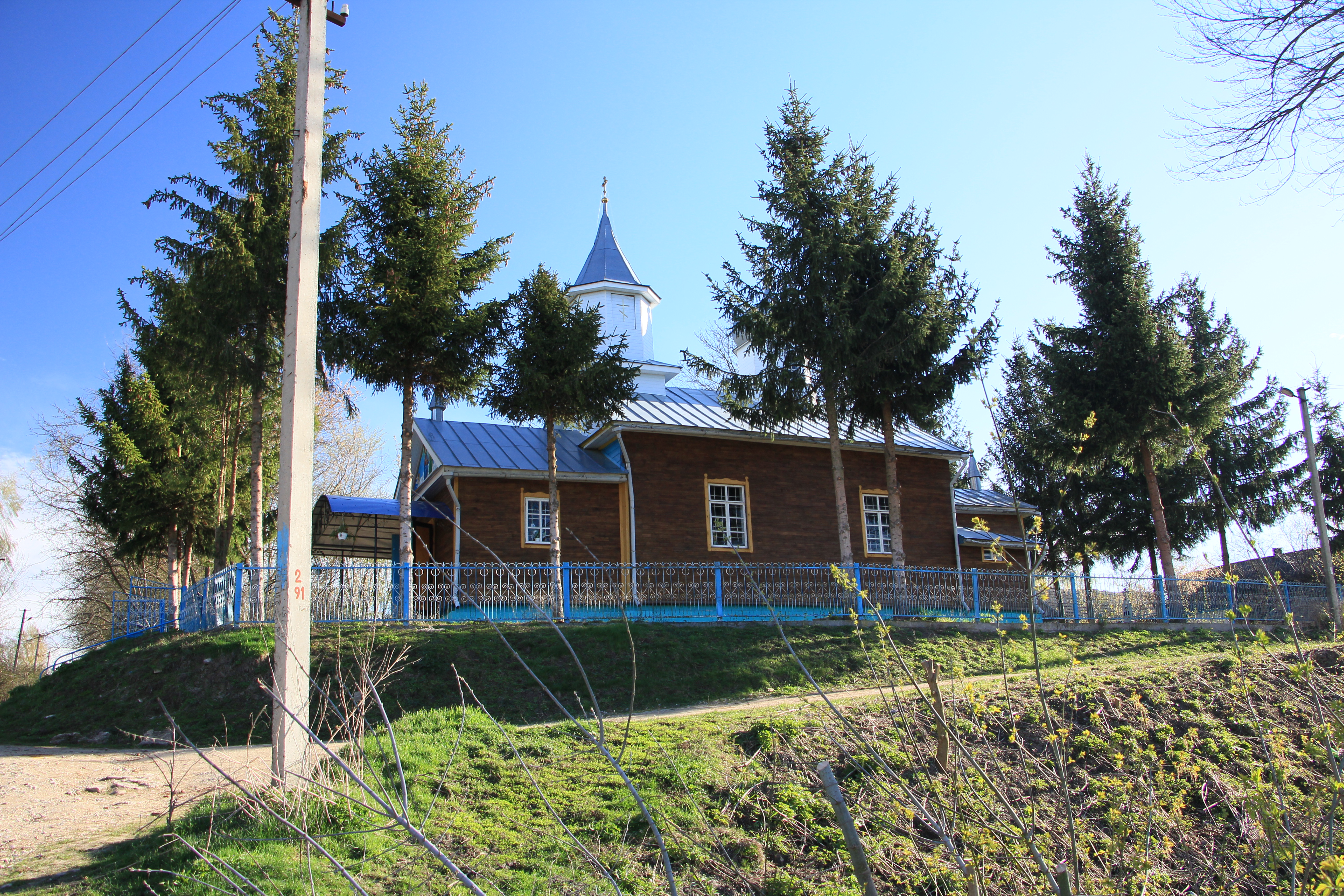
Дерев'яна церква

| Мова       | Кількість | Відсоток |
| ---------- | --------- | -------- |
| українська | 244       | 99.19%   |
| російська  | 2         | 0.81%    |
| Усього     | 246       | 100%     |

## Галерея

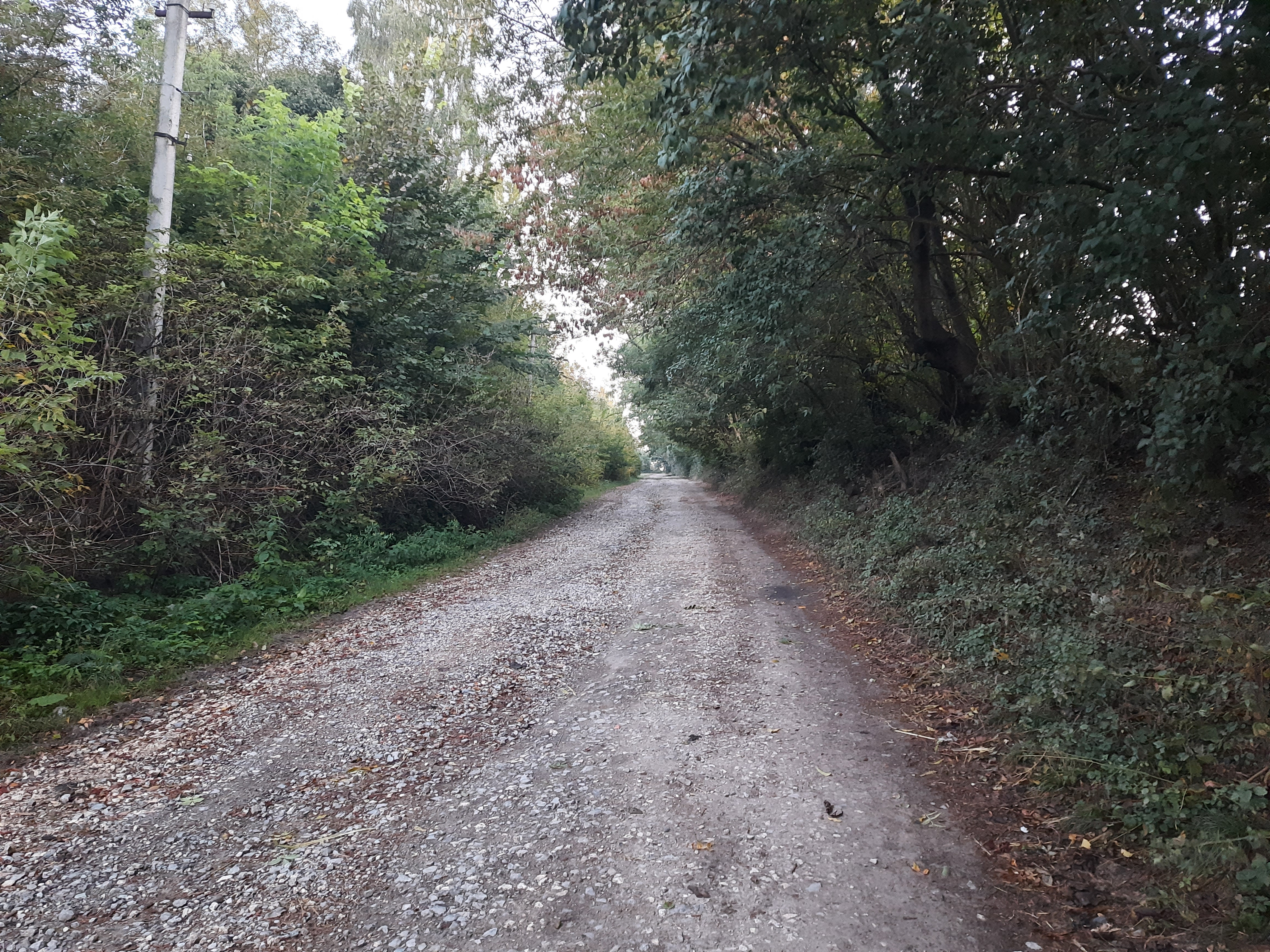
Сільська вулиця
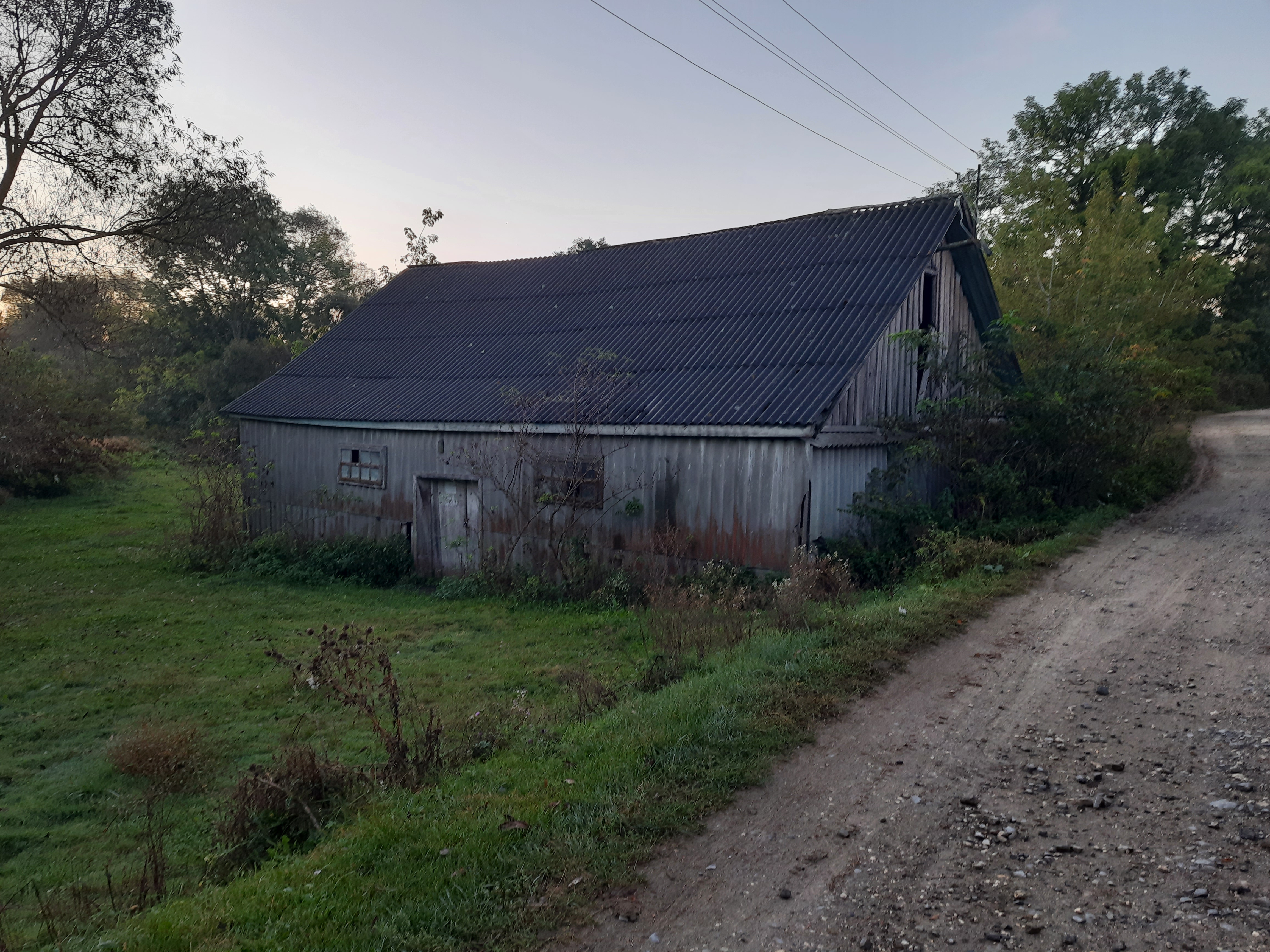
Старий млин